# James Ivory (regizor)
James Ivory (n. 7 iunie 1928, Berkeley, California, SUA) este un regizor și scenarist american.